# DBU's Landspokalturnering for kvinder
|  | Denne artikel handler om DBU's Landspokalturnering for kvinder. For landspokalturneringen i herrefodbold se DBU Pokalen |
Gjensidige Kvindepokalen er det nuværende navn for DBU's Landspokalturnering for kvinder, en årlig fodboldturnering arrangeret af Dansk Boldspil-Union. Turneringen afvikles efter cup-princippet, og vinderen af turneringen er danske pokalmestre. Turneringen har været afholdt hvert år siden 1993. Siden 1998 har der været kåret en pokalfighter hver finale.
Brøndby IF (første gang i 2004 og senest i 2018) er det hold, der har vundet flest pokaltitler, med i alt 11 titler. Dernæst kommer Fortuna Hjørring (første gang i 1995 og senest i 2019), der har vundet pokalen i alt ni gange.
Gjensidige Forsikring har siden 2022 været officiel navnesponsor for hele pokalturneringen og er det frem til 2025. Tidligere har turneringen også gået under navnet 3F Cup og Sydbank Kvindepokalen.
Samtlige pokalkampe kan ses på streamingtjenesten Mycujoo, mens finalekampen vises på DR1.

## Finaleresultater
| År   | Vindere              | Finalister       | Resultat | Spillested              | Pokalfighter                             |
| ---- | -------------------- | ---------------- | -------- | ----------------------- | ---------------------------------------- |
| 1993 | HEI (1)              | Vorup            | 3-1      | Århus Stadion           |                                          |
| 1994 | HEI (2)              | Rødovre          | 3-1      | Århus Stadion           |                                          |
| 1995 | Fortuna Hjørring (1) | OB               | 5-1      | Østerbro Stadion        |                                          |
| 1996 | Fortuna Hjørring (2) | Rødovre          | 3-1      | Parken, København       |                                          |
| 1997 | Rødovre (1)          | HEI              | 1-0      | Kolding Stadion         |                                          |
| 1998 | OB (1)               | Fortuna Hjørring | 4-3      | Odense Stadion          | Birgit Christensen (Fortuna Hjørring)    |
| 1999 | OB (2)               | FB               | 2-1      | Odense Stadion          | Donna Baker (FB)                         |
| 2000 | Fortuna Hjørring (3) | FB               | 6-2      | Odense Stadion          | Birgit M. Christensen (Fortuna Hjørring) |
| 2001 | Fortuna Hjørring (4) | Brøndby IF       | 3-2      | Odense Stadion          | Janne Madsen (Fortuna Hjørring)          |
| 2002 | Fortuna Hjørring (5) | Brøndby IF       | 4-1      | Odense Stadion          | Christina Bonde (Fortuna Hjørring)       |
| 2003 | OB (3)               | Skovbakken       | 4-3      | Odense Stadion          | Rikke Nørgaard (Skovbakken)              |
| 2004 | Brøndby IF (1)       | BSF              | 2-0      | Brøndby Stadion         | Signe Højen Andersen (Skovlunde)         |
| 2005 | Brøndby IF (2)       | Fortuna Hjørring | 3-0      | Aalborg Stadion         | Cathrine Paaske Sørensen (Brøndby)       |
| 2006 | Fortuna Hjørring (6) | Skovbakken       | 5-1      | Hjørring Stadion        | Chichi Igbo (Fortuna Hjørring)           |
| 2007 | Brøndby IF (3)       | Fortuna Hjørring | 2-1      | Parken, København       | Janne Madsen (Fortuna Hjørring)          |
| 2008 | Fortuna Hjørring (7) | SønderjyskE      | 4-0      | Parken, København       | Mariann Gajhede (Fortuna Hjørring)       |
| 2009 | Skovbakken (1)       | Fortuna Hjørring | 4-3      | Parken, København       | Mia Kjærsgaard-Andersen (Skovbakken)     |
| 2010 | Brøndby IF (4)       | Skovbakken       | 2-0      | Parken, København       | Sanne Troelsgaard (Brøndby)              |
| 2011 | Brøndby IF (5)       | Fortuna Hjørring | 3-2      | Vejle Stadion           | Chi Chi Igbo (Fortuna Hjørring)          |
| 2012 | Brøndby IF (6)       | BK Skjold        | 4-0      | Vejle Stadion           | Nanna Christiansen (Brøndby)             |
| 2013 | Brøndby IF (7)       | Fortuna Hjørring | 3-2      | Hjørring Stadion        | Nadia Nadim (Fortuna Hjørring)           |
| 2014 | Brøndby IF (8)       | OB               | 3-1      | Odense Stadion          | Louise Larsen (OB)                       |
| 2015 | Brøndby IF (9)       | Fortuna Hjørring | 2-1      | Brøndby Stadion, Bane 2 | Simone Boye Sørensen (Brøndby IF)        |
| 2016 | Fortuna Hjørring (8) | Brøndby IF       | 3-1      | Hjørring Stadion        | Nevena Damjanović (Fortuna Hjørring)     |
| 2017 | Brøndby IF (10)      | Varde IF         | 3-1      | Sydbank Stadion         | Solveig Andersen (Varde IF)              |
| 2018 | Brøndby IF (11)      | KoldingQ         | 3-0      | Kolding Stadion         | Ria Öling (Brøndby IF)                   |
| 2019 | Fortuna Hjørring (9) | Brøndby IF       | 1-0      | Brøndby Stadion         | Rikke Sevecke (Brøndby IF)               |
| 2020 | FC Nordsjælland      | FC Thy-Thisted Q | 1-0      | Sparekassen Thy Arena   | Kathrine Kühl (FC Nordsjælland)          |
| 2021 | FC Thy-Thisted Q     | Brøndby IF       | 2-1      | Sparekassen Thy Arena   | Maja Bay Østergaard (FC Thy-Thisted Q)   |
| 2022 | Fortuna Hjørring     | FC Thy-Thisted Q | 3-1      | Hjørring Stadion        |                                          |
| 2023 | FC Nordsjælland      | Fortuna Hjørring | 2-0      | Aalborg Stadion         |                                          |